# کنت دوکو
کنت دوکو (به انگلیسی: count dooku) یکی از شخصیت‌های سه‌گانه جدید فیلمهای تخیلی و حماسی جنگ ستارگان است که با نقش آفرینی کریستوفر لی در اپیزودهای دوم، سوم و مجموعه انیمیشن جنگ‌های کلون حضور می یابد.وی در سیاره‌ای به نام سرنو به دنیا آمد و یکی از ۲۰ شوالیه جدای بود که محفل جدای را ترک کرد. لقب دارث تیرانوس را نیز سیدیوس برای وی انتخاب کرد، همانند ویدر برای آناکین اسکای‌واکر.او ربات دراگ را اختراع کرد و آن ربات به دست اوبی‌وان کنوبی منهدم شد و بعد از آن به تجهیز زره سایبورگی ژنرال گریوس و آموزش هنرهای رزمی جدای به او پرداخت.همچنین او ۲ شاگرد به نام های آساج ونترس و ساواج اوپرس داشت که به سفارش پالپاتین به هردوی آنها خیانت کرد.
پیش از پیدا شدن آناکین توسط کوای‌گان،گمان می‌رفت که کنت دوکو همان شخصی باشد که مشخصاتش در هولوگرام «پیشگویی فرد برگزیده» ذکر شده و قرار است تعادل را به نیرو برگرداند.این در حالی بود که ترک ناگهانی محفل توسط دوکو و کناره گیری او از فرقه،همه را در بهت و سردرگمی عمیقی فرو برد.
دوکو همان فردی بود که با هویت استاد سابقش یعنی سایفودیاس وارد کتابخانهٔ معبد جدای شد و مختصات سیاره کامینو را از آرشیو جدای پاک کرد.این اتفاق مصادف با زمانی بود که دارث سیدیوس به تازگی با دوکو ارتباط برقرار کرده بود و از نفوذ وی به عنوان یک استاد جدای در معبد استفاده کرد تا موضوع سفارش ارتش کلون ها را از مجلس سنا و شورای جدای مخفی نگه دارد.
همچنین دوکو،استاد یادل را در حالی که وی را تا کارخانجات صنعتی کروسانت تعقیب کرده و از ارتباط میان او و دارث سیدیوس آگاه شده بود،به قتل رساند.
او سرانجام توسط شاگردِ شاگردِ شاگردِ خود (آناکین) به قتل رسید.
او در مجموعه جنگ های کلون یک بار توسط دارث ماول دستگیر و زندانی شد.سپس با همکاری دارث سیدیوس آزاد شده و دارث ماول را به اسارت و شکنجه گرفت.مدتی بعد،ماول توسط تعدادی از پیروان ماندالوری اش از زندان گریخت و چندی بعد با به اسارت گرفتن دوبارهٔ دوکو،او را به داثومیر برد تا شرایط را مهیای بازگشت مادر تالزین به جسم دنیوی اش کند.

## حضور
- اپیزود دوم :

کنت دوکو برای اولین بار در اپیزود دوم ظاهر شد. او نوآموز لرد سیت،دارت سیدیوس و همچنین  دومین رهبر اتحادیه تجزیه طلب بود. وی ژنرال کنوبی را در سیاره جئونوسیس دستگیر کرد و به خاطر مرگ کوای‌گان جین (استادِ اوبی‌وان) که شاگرد خودش بود افسوس خورد و همچنین از یک لرد سیت نام برد که نفوذ زیادی در جمهوری کهکشانی دارد.
سر انجام پس از حمله کلون‌ها و دویست جدای جمهوری،اوبی وان از چنگ او نجات یافت و همراه شاگردش آناکین اسکای‌واکر به تعقیب کنت پرداخت. در پایان دوکو،پس از دوئلی که با استاد سابقش داشت،به کوروسانت فرار کرد تا پروژه ستاره مرگ را تکمیل کند.
- اپیزود سوم:

در این اپیزود کنت دوکو که قدرتش را از دست داده به‌طور پنهانی اتحادیه تجزیه طلبان را رهبری می‌کند و در سفینه ژنرال گریوس پنهان شده‌است. اوبی‌وان کنوبی و آناکین اسکای‌واکر در همین سفینه به دنبال نجات صدر اعظم پالپاتین هستند که ظاهراً توسط گریوس دستگیر شده‌است (این توطئه خود پالپاتین است). آنها با دوکو روبرو شده و با او دوئل می‌کنند که در پی آن،اوبی‌وان کنوبی بی هوش شده و دوکو توسط آناکین به سختی مجروح می‌گردد و با تحریک پالپاتین به دست او به قتل می‌رسد.
- مجموعه انیمیشن جنگ‌های کلون:

در این مجموعه پویانمایی، از صدای کریستوفر لی برای شخصیت دوکو استفاده شده‌است و او یکی از معدود شخصیت‌هایی است که خود هنرپیشه، دوبله صدای او را نیز بر عهده دارد.
- بازی‌های رایانه‌ای:

1. لگوی جنگ ستارگان ۱ و ۲
2. جبهه نبرد ۲
3. جنگ ستارگان: انتقام سیت

- کتاب‌های کمیک:

در سری کتاب‌های ""جنگ ستارگان: جمهوری"" از او به عنوان شاگر یودا و استاد کوای گان جین یاد شده‌است. سر بلندی او در زمان جدای بودن و سقوط او به سوی سیت …
‌*سخنان کنت دوکو :
به گفته وی او هرگز به تاریکی سقوط نکرد
و در اپیزود دوم او با اوبی‌وان کنوبی درباره نفوذ سیت در کوروسانت گفته خویش را اثبات نمود، او متوجه سیطره تاریکی بر افکار شورای جدای  بود 
اما با پیویسن به سمت تاریک نیرو، بازیچه سیت قرار گرفت و تبدیل به چیزی شد که می‌خواست با آن تقابل کند.